# Taking Over
Taking Over är ett album av thrash metal-bandet Overkill, utgivet 1987 på Megaforce Records.

## Låtlista
1. "Deny the Cross" - 4:42
2. "Wrecking Crew" - 4:30
3. "Fear His Name" - 5:23
4. "Use Your Head" - 4:18
5. "Fatal If Swallowed" - 6:44
6. "Powersurge" - 4:34
7. "In Union We Stand" - 4:23
8. "Electro-Violence" - 3:43
9. "Overkill II (The Nightmare Continues)" - 7:05